# Afrosphinx amabilis
Afrosphinx amabilis is een vlinder uit de familie van de pijlstaarten (Sphingidae). De wetenschappelijke naam van de soort werd in 1911 gepubliceerd door Heinrich Ernst Karl Jordan.